# تشيشاير (كونيتيكت)
تشيشاير (بالإنجليزية: Cheshire, Connecticut)‏ هي بلدة أمريكية تقع في الولايات المتحدة في كونيتيكت. يقدر عدد سكانها بـ 29,261 نسمة ومساحتها 86.4 كم2 وترتفع عن سطح البحر 70 متر.

## أعلام
- ميكاه بروكس
- جورج هال
- جيمس فان دير بيك
- هنري واشنطن بنهام
- شيرمان بيج
- آموس دوليتل